# Kotschau
Die Kotschau – auch Kotschaubach genannt – ist ein neun Kilometer langer linker Nebenfluss der Orla im Landkreis Saalfeld-Rudolstadt und im Saale-Orla-Kreis in thüringischen Vogtland.

## Geografie
Der Bach entspringt bei Könitz, fließt weiter in östlicher Richtung und erreicht Rockendorf, weiter flussabwärts Krölpa. Danach durchströmt die Kotschau die Stadt Pößneck und mündet in deren nordöstlichem Ortsteil Köstitz in den Saale-Zufluss Orla.